# Young Gangan
Young Gangan (ヤングガンガン Yangu Gangan?) es una revista de manga seinen japonés que es publicada por Square Enix dos veces al mes, en el primer y tercer viernes. La revista fue publicada por primera vez el 3 de diciembre de 2004.

## Lista de manga
A
- Akira to Hiyori (Idumi Kirihara)
- Amigo x Amiga (Takahiro Seguchi)
- Arakawa Under the Bridge (Hikaru Nakamura)
- Asoviva (Yuuki Kodama)

B
- Bamboo Blade (Aguri Igarashi, Masahiro Totsuka)
- Be Our Guest (Yuki Azuma)
- Bigger Hunter (Jetae Yoo)
- Bitter Virgin (Kei Kusunoki)
- Burapa: The Black Parade (Midori no Ruupe)

C
- Caterpillar (Shinya Murata, Isuka Hakozaki)

D
- Darker than Black: Shikkoku no Hana (Yūji Iwahara)
- Densetsu no Yuusha no Densetsu Revision (Takaya Kagami, Taisei Yagami)
- Dimension W (Yuji Iwahara)
- Donyatsu (Yuusuke kozaki)
- Dōsei Recipe (Towa Oshima)
- Drag-On Dragoon: Shi ni Itaru Aka (Jetae Yoo, Jun Eishima)
- Dragon Quest: Emblem of Roto Returns
- Dragon's Heaven (Makoto Fukami, Kasahara Yuuki)
- Drop Kick
- Dungeon ni Deai wo Motomeru no wa Machigatteiru no Darou ka (Kunieda, Fujino Oomori)

E
- Eighty-Six (Asato Asato, Motoki Yoshihara)
- Eve no Jikan (Yashuhiro Yoshiura, Yuuki Oota)

F
- Front Mission - The Drive (Yasuo Otagaki)
  - Front Mission Dog Life and Dog Style/Front Mission The Drive (Yasuo Otagaki)
- Fudanshism (Morishige)
  - Fudanshism - Fudanshi Shugi (Morishige)

G
- Gakuen Kakumeiden Mitsurugi Nakayoshi (Yushi Kawata, Yukito)
- Gekiryuuchi (Joong-Ki Park)
- Girl's Kingdom (Kaoru Ohashi)

H
- Hanamaru Yōchien (Yuto)
- Hidan no Aria AA (Chuugaku Akamatsu, Shogako Tachibana)
- Hohzuki Island (Sanbe Kei)

I
- Ibitsu (Haruto Ryou)
- Iigakari Neesan (Kouji Kumeta)
- Iroha-saka, Agatte Sugu (Yuto)
- Iwasetemitee Monda (Sato)

J
- Jackals (Kim Byung Jin, Shinya Murata)

K
- Kanojo wa Kannou Shousetsuka (Akira Gotou)
- Karasu (Kazuya Machida, Yokisuke Yanagi)
- Kiba no Tabishounin (Park Joong-Gi, Nanatsuki Kyouchi)
- Kizuna (Ryo Yuuki)
- Kurokami (Lim Dall-Young, Park Sung-Woo)

L
- Léquios (Eiichi Ikegami, Shigeki Maeshima)
- Let's Bible
- Lion Maru G

M
- Mahou Onna ga Kuru
- Mangaka-san to Assistant-san to (Hiroyuki)
- Manhole (Tsutsui Tetsuya)
- Megane-chan
- Miss Wizard
- Mononoke (Ninagawa Yaeko)
- Mouryou no Yurikago (Sanbe Kei)

N
- Natsuiro Kiseki
- Nguruwa Kaihou
- Nikoichi (Renjuro Kindaichi)
- No Bra, No Panties, No Future
- Nourin

O
- Ore no Kanojo to Osananajimi ga Shuraba Sugiru 4-Koma

P
- Plastic Nee-san

R
- Reset
- Rinne no Lagrange: Akatsuki no Memoria (Yoshioka Kimitake)
- Ritz
- Roto no Monshou - Monshou wo Tsugu Monotachi e

S
- Saki (Ritsu Kobayashi)
- Saki Biyori
- Sekigan no Shounen Occult Maiden ~Kage Shou~
- Sekirei (Sakurako Gokurakuin)
- Sensen Spike Hills
- Servant x Service
- Shi ga Futari wo Wakatsu made (Hiroshi Takashige)
- Shinsengumi Jingishou Asagi
- Shinwa Ponchi
- Shishunki no Iron Maiden
- Sono Bisque Doll wa Koi o Suru
- Star Driver
- Sumomo mo Momo mo (Shinobu Ohtaka)

T
- Tantei ni Narutame no 893 no Houhou
- Tenpou Ibun Ayakashi Ayashi
- Tentai Senshi Sunred (Makoto Kubota)
  - Tentai Senshi Sunred SP
- The iDOLM@STER Cinderella Girls Ensemble! (Sadoru Chiba, Haruki Kashiba)
- Tobidasu! Doubutsuen
- Tokyo Bardo

U
- Übel Blatt (Etorōji Shiono)
  - Übel Blatt Gaiden (Etorōji Shiono)
- Umeboshi (Maya Koikeda)
- Urasai

V
- Vampire Wing
- Violinist of Hameln - Shchelkunchik (Michiaki Watanabe)

W
- WORKING!! (Karino Takatsu)

Y
- Yakushoku Distpiari-Gesellshaft Blume
- Yuzuko Peppermint[2]